# 天使の裁量
『天使の裁量』（てんしのさいりょう）はいとだまるによる日本の漫画作品。『ヤングガンガン』（スクウェア・エニックス）において、2012年9号から連載していた。

## 登場人物
クロマ

## 書誌情報
- いとだまる 『天使の裁量』 スクウェア・エニックス〈ヤングガンガンコミックス〉、既刊1巻（2012年5月25日現在）
  1. 2012年5月25日発売[2]、ISBN 978-4-7575-3608-1